# Grand prix de l'urbanisme
O Grand prix de l'urbanisme é concedido por planejamento urbano na França pelo Ministro de Ecologia, Energia, Desenvolvimento Sustentável e Planejamento. O prêmio é concedido anualmente desde 1989, exceto durante os anos de 1994 a 1998.

## Recipientes
| Ano  | Laureado                             |
| ---- | ------------------------------------ |
| 1989 | Michel Steinebach                    |
| 1990 | Jean-François Revert                 |
| 1991 | Jean Dellus                          |
| 1992 | Antoine Grumbach                     |
| 1993 | Bernard Huet                         |
| 1998 | Christian Devillers                  |
| 1999 | Philippe Panerai and Nathan Starkman |
| 2000 | Alexandre Chemetoff                  |
| 2001 | Jean-Louis Subileau                  |
| 2002 | Bruno Fortier                        |
| 2003 | Michel Corajoud                      |
| 2004 | Christian de Portzamparc             |
| 2005 | Bernard Reichen                      |
| 2006 | Francis Cuillier                     |
| 2007 | Yves Lion                            |
| 2008 | David Mangin                         |
| 2009 | François Ascher                      |
| 2010 | Laurent Théry                        |
| 2011 | Michel Desvigne                      |
| 2012 | François Grether                     |
| 2013 | Paola Viganò                         |
| 2014 | Frédéric Bonnet                      |
| 2015 | Gérard Penot                         |